# 婚禮綵排晚宴
婚禮綵排晚宴是美國的傳統，是在婚禮前舉行的宴會，一般會在婚禮綵排後，正式婚禮的前一晚。此習俗是在十九世紀末開始出現。
婚禮綵排晚宴的參與者包括準新人及參與婚禮的工作人員，傳統上費用是由男方家長支付，現代婚禮綵排晚宴的費用可能由男方或是女方的家長支付。
婚禮綵排晚宴的目的是讓雙方的親人及好友可以聚在一起，一起用餐彼此認識，有一段美好的時間，新人也會利用此機會謝謝所有參與婚禮籌備工作的親友，也可能會向協助的親友贈送小禮物以表示謝意。